# Vicente Botín
Vicente Botín, escritor y periodista español. 

## Biografía
Nació en Burgos y estudió Periodismo y Ciencias Políticas y Sociología en la Universidad Complutense de Madrid.
Desde sus inicios en la profesión se especializó en Política Internacional con especial dedicación a los temas latinoamericanos. En 1971 viajó por todo el Continente como enviado especial de distintos medios y desde Chile informó del triunfo de la Unidad Popular y de la llamada “vía chilena al socialismo”. Fue uno de los primeros periodistas españoles en entrevistar al Presidente Salvador Allende.
En 1972 comenzó a trabajar en Televisión Española (TVE). Viajó por todo el mundo para realizar reportajes de actualidad para el prestigioso programa Informe Semanal: Francia, Reino Unido, Turquía, Israel, Líbano, Marruecos y Zimbabue, entre otros países. Como ejemplo de sus trabajos destaca el documental “La cólera de Alá”, en 1989, sobre la revolución islámica en Irán, después de la muerte del Ayatolá Jomeini. En el Sáhara, en plena guerra entre Marruecos y el Frente Polisario, realizó el documental “Y el muro surgió entre las dunas en la arena”.
No obstante, la mayor parte de sus reportajes y documentales transcurren en América Latina: En la década de 1980 llevó a cabo trabajos en Nicaragua (Sandinismo y Contra), El Salvador (guerra civil), Paraguay (golpe de Estado contra Alfredo Stroessner), Cuba (entrevista a Fidel Castro), Ecuador (selva amazónica), Haití (primera victoria electoral de Jean Bertrand Aristide), y en Brasil, Guatemala, Perú, Chile y Honduras, principalmente.
En coproducción entre Televisión Española y ACNUR realizó el documental “Duro oficio el exilio”, sobre el drama de los refugiados en Centroamérica.
Años después pasó a ser coordinador de En portada, el programa de grandes reportajes de TVE, sin dejar de hacer documentales por todo el mundo. Uno de los más destacados fue “El descubrimiento de la lentitud”, grabado a bordo de una réplica de la carabela Santa María en la que, junto con su equipo de TVE, cruzó el Atlántico en 1992 en las mismas condiciones de navegación que Cristóbal Colón para conmemorar el Quinto Centenario del Descubrimiento de América.
Al ponerse en marcha el canal TVE Internacional fue nombrado editor de uno de sus telediarios.
En 1999 y hasta diciembre de 2004 fue corresponsal de Televisión Española en Buenos Aires (Argentina) y en los seis países del Cono Sur. Alternó crónicas para los informativos diarios, con la realización de documentales, entre los que destacan “Llora por ti Argentina”, sobre la crisis económica que provocó la caída del Presidente Fernando de la Rúa; “Muerte entre las flores”, un trabajo estremecedor sobre la muerte de niños por desnutrición en la provincia argentina de Tucumán; “Yo Augusto”, un retrato de Augusto Pinochet y su responsabilidad en la Caravana de la muerte; “Las hojas de la ira”, en el que analiza la problemática del cultivo de hoja de coca en Bolivia; “Brasil: tristeza no ten fim” una mirada al país que recibió Luiz Inacio Lula da Silva.
En enero de 2005 y hasta octubre de 2008 fue corresponsal de Televisión Española en Cuba. Desde la isla caribeña informó con rigor, a pesar de las presiones y amenazas que recibió de la Seguridad del Estado, sobre la situación de los derechos humanos y las actividades de las Damas de Blanco, las esposas y familiares de los presos políticos. Desde La Habana cubrió para TVE la enfermedad de Fidel Castro y el relevo en la Jefatura del Estado por su hermano Raúl Castro.
Durante años ha compaginado su labor profesional en televisión con Radio Exterior de España (donde dirigió el programa “Memoria de América”), y en prensa (revista Triunfo y los periódicos Diario 16 y El Mundo).
Fruto de su experiencia en Cuba son los libros: “Los funerales de Castro” (Editorial Ariel. 2009) y “Raúl Castro: La pulga que cabalgó al tigre” (Editorial Ariel. 2010). El primero, como ha escrito el intelectual cubano exiliado Vicente Echerri, “contrario a lo que puede sugerir el título -que hace pensar en una obra de ficción que anticipa un suceso que tantos cubanos desean y necesitan-, se trata del más completo y minucioso informe que se haya escrito sobre ese fraude gigantesco que es el castrismo. De ahí que, más que el lanzamiento de un nuevo título con sus sabidas convenciones, imagine esta presentación como la solemne entrega que hace un médico forense, ante jueces, deudos y testigos de excepción, del documento que refiere pormenorizadamente las causas de una muerte célebre. El difunto es la revolución cubana y este libro es su certificado de defunción”.
“Raúl Castro: “La pulga que cabalgó al tigre”, es la primera y más completa biografía de Raúl Castro, retratado como un personaje sin carisma, víctima de su hermano, pero también un verdugo sin escrúpulos que ha jugado un  papel decisivo en el gobierno de Cuba. El periodista y escritor exiliado, Raúl Rivero, ha escrito que “La lectura de esta obra anula muchas capas de la neblina que oculta la realidad de aquél país y permite una comprensión de algunos fenómenos que comienzan a perfilarse ahora (…)  Es un libro con información contrastada y valiosa, escrito con sobriedad y sin una sola repisa con adornos o letreros publicitarios. La visión de un profesional que no se escora ni se estremece, pero puede dejar que pase la pasión”.
Vicente Botin es actualmente articulista de los diarios españoles El País y El Mundo e imparte conferencias en España y Estados Unidos sobre la situación política, económica y social de Cuba: en la Casa de América, en Madrid y en las Universidades de Columbia, en Nueva York, y  Seton Hall, en Nueva Jersey; también en Naciones Unidas, invitado por la Asociación de Corresponsales Extranjeros (UNCA).

## Obras
- Vicente Botín (2009). Los funerales de Castro. Ariel. ISBN 978-84-344-8817-5. Archivado desde el original el 18 de junio de 2010. Consultado el 23 de septiembre de 2010.

- Vicente Botín (2010). Raúl Castro: La pulga que cabalgó al tigre. Ariel. ISBN 978-84-344-6930-3.